# Kremnjowo
Kremnjowo (russisch Кремнёво, deutsch Groß Blumenau und  Klein Blumenau) ist eine Ortschaft in der russischen Oblast Kaliningrad im Stadtkreis Swetly.

## Geographische Lage
Die Ortschaft liegt in der historischen Region Ostpreußen, im Samland, etwa sieben Kilometer nordöstlich der Stadt Swetly (Zimmerbude) und 22 Kilometer westlich der Stadt Kaliningrad (Königsberg).

## Geschichte
Der bis 1946 Groß Blumenau genannte Ort und das wenige hundert Meter weiter östlich gelegene und damals nur aus zwei kleinen Gehöften bestehende Klein Blumenau wurden im Jahre 1874 in den neu errichteten Amtsbezirk Kondehnen (russisch: Slawjanskoje, nicht mehr existent) eingegliedert. Dieser gehörte zum Landkreis Fischhausen im Regierungsbezirk Königsberg der preußischen Provinz Ostpreußen.
Am 1. Dezember 1910 zählte Groß Blumenau 235 und Klein Blumenau 24 Einwohner.
Am 30. September 1928 taten sich beide Landgemeinden zusammen und bildeten mit dem Nachbarort (Adlig) Powayen (heute russisch: Tscherepanowo) und dessen Ortsteil Bahnhof Powayen (heute russisch: Schipowka) die neue Landgemeinde Groß Blumenau. 1939 zählte die Gemeinde 1.014 Einwohner.
Von 1939 bis zu ihrer Sprengung durch die sich vor der Roten Armee zurückziehenden deutschen Truppen im Jahr 1945 existierte dort die Lufthauptmunitionsanstalt des Luftgaus I Königsberg. In der als „Muna“ bezeichneten Munitionsfabrik arbeiteten auch Frauen und minderjährige Mädchen, die teilweise in einem Lager in Fischhausen untergebracht waren. Möglicherweise wurden auch Zwangsarbeiter der in Prowehren (Čkalovsk) angesiedelten Außenstelle des Zuchthauses Wartenburg in der Lufthauptmunitionsanstalt eingesetzt, wie in allen Munitionsanstalten der deutschen Wehrmacht während des Zweiten Weltkriegs.
In Kriegsfolge kamen Groß und Klein Blumenau 1945 mit dem nördlichen Ostpreußen besatzungsrechtlich unter sowjetische Verwaltung. Im Jahr 1947 wurde Groß Blumenau in Kremnjowo umbenannt und gleichzeitig dem Dorfsowjet Swetlowski selski Sowet im Rajon Primorsk zugeordnet. In der Folge wurde auch das ehemalige Klein Blumenau zu Kremnjowo gezählt. Kremnjowo gelangte später in den Pereslawski selski Sowet und Mitte der 1970er Jahre in den Wolotschajewski selski Sowet im Rajon Gurjewsk. Seit 1994 gehört Kremnjowo zum Stadtkreis Swetly.

### Amtsbezirk Groß Blumenau (1931–1945)
Durch Umbenennung des bisherigen Amtsbezirks Kondehnen wurde Groß Blumenau am 19. Februar 1931 namensgebender Ort für ebendiesen Amtsbezirk, der bis 1939 noch zum Landkreis Fischhausen, danach bis 1945 zum neugebildeten Landkreis Samland gehörte und die drei Landgemeinden Groß Blumenau, Lindenau (heute Teil von Ljublino) und Widitten (heute russisch: Ischewskoje) einschloss.

## Verkehr
An das Straßennetz ist der Ort über die  Kommunalstraße 27K-296 angeschlossen, die drei Kilometer östlich von Kostrowo von der Regionalstraße 27A-016 (ex A193) zur drei Kilometer entfernt gelegenen Bahnstation Schipowka (Bahnhof Powayen) an der Bahnstrecke Kaliningrad–Baltijsk (Königsberg–Pillau) abzweigt.

## Kirche
In Groß und Klein Blumenau lebte vor 1945 eine fast ausnahmslos evangelische Bevölkerung. Beide Orte waren in das Kirchspiel der Kirche in Medenau (heute russisch: Logwino) im Kirchenkreis Fischhausen (Primorsk) in der Kirchenprovinz Ostpreußen der Kirche der Altpreußischen Union eingepfarrt. Heute liegt Kremnjowo im Einzugsbereich der neu entstandenen evangelisch-lutherischen Gemeinde in Swetly (Zimmerbude), einer Filialgemeinde der Auferstehungskirche in Kaliningrad (Königsberg) in der Propstei Kaliningrad der Evangelisch-lutherischen Kirche Europäisches Russland.